# James Lawless
James Lawless, né le 19 août 1976 à Wexford, est un homme politique irlandais du Fianna Fáil qui est ministre de l'Enseignement supérieur, de la Recherche, de l'Innovation et de la Science depuis janvier 2025. Il est ministre d’État de 2024 à 2025. Il est Teachta Dála (TD) pour Kildare North depuis les élections générales de 2016.

## Carrière
Il est avocat qualifié et possède également des diplômes en mathématiques et en informatique du Trinity College de Dublin. Il commence sa carrière comme analyste de systèmes.
Il est membre du conseil du comté de Kildare de 2014 à 2016. Il  arrive en tête des élections locales de 2014 avec 2 123 voix et avait participé aux élections locales de 2009 dans la même région, sans succès. Alors qu'il est membre du conseil du comté de Kildare, il est maire de Naas.
En mai 2016, il est nommé par le chef du parti Micheál Martin au poste de porte-parole du Fianna Fáil pour la science, la technologie, la recherche et le développement. Il est membre du Comité de l’énergie et des communications de l’Oireachtas et, en février 2017, il est élu vice-président de ce comité. En février 2018, il est nommé membre du comité des affaires, de l'entreprise et de l'innovation de l'Oireachtas. Il est nommé président de la commission de la justice en septembre 2020.
Le 27 juin 2024, il est nommé ministre d'État au ministère des Transports, chargé des transports internationaux, routiers et de la logistique ; et également ministre d'État au ministère de l'Environnement, du Climat et des Communications, chargé de la politique postale.
Le 23 janvier 2025, Lawless est nommé ministre de l'Enseignement supérieur, de la Recherche, de l'Innovation et de la Science dans le gouvernement dirigé par Micheál Martin, à la suite des élections générales de 2024.